# Оссевабрандваг
Оссевабрандваг (афр. Ossewabrandwag) — нацистська організація в Південно-Африканському Союзі створена 4 лютого 1939 року в Блумфонтейні бурами. Була проти участі ПАС в Другій світовій війні проти Німеччини.

## Передумови
Після програшу бурів в Англо-бурській війні був створений ПАС.
До створення Оссевабрандвагу головною націоналістичною партією бурів була «Чиста національна партія» Малана, що відділилася від Національної партії в 1934 році.

## Історія
Оссевабрандваг був створений в пам'ять про великого треку (звідси і назва від возів мігрантів). Лідером організації став прихильник нацистської Німеччини Йоган ван Ренсбург.
Після початку війни виступила проти участі в ній на боці Великої Британії, відмовилися вступати в армію і переслідували військовослужбовців. Це викликало безпорядки в Йоганнесбурзі.
Формується військове крило організації — Стормьярс. Новобранці приносили присягу: «Якщо я відступаю, убий мене, якщо я помру, помститися за мене, якщо я атакую, слідуй за мною ..».
Організація займалася саботажем (підривом залізниць, телеграфних і телефонних ліній).
Через надмірну радикальність Малан рве з ними відносини.
Під час війни більшість членів організації було заарештовано і відправлено до таборів. Серед них був майбутній прем'єр-міністр і президент Питер Виллем Бота.
Після війни організація влилася в Національну партію і припинила існування.